# Il miracolo dell'ospitalità
Il miracolo dell'ospitalità (sottotitolato Conversazioni con le Famiglie per l'Accoglienza) è un saggio antologico del sacerdote cattolico e teologo Luigi Giussani, fondatore del movimento Comunione e Liberazione, pubblicato nel 2003.

## Storia editoriale

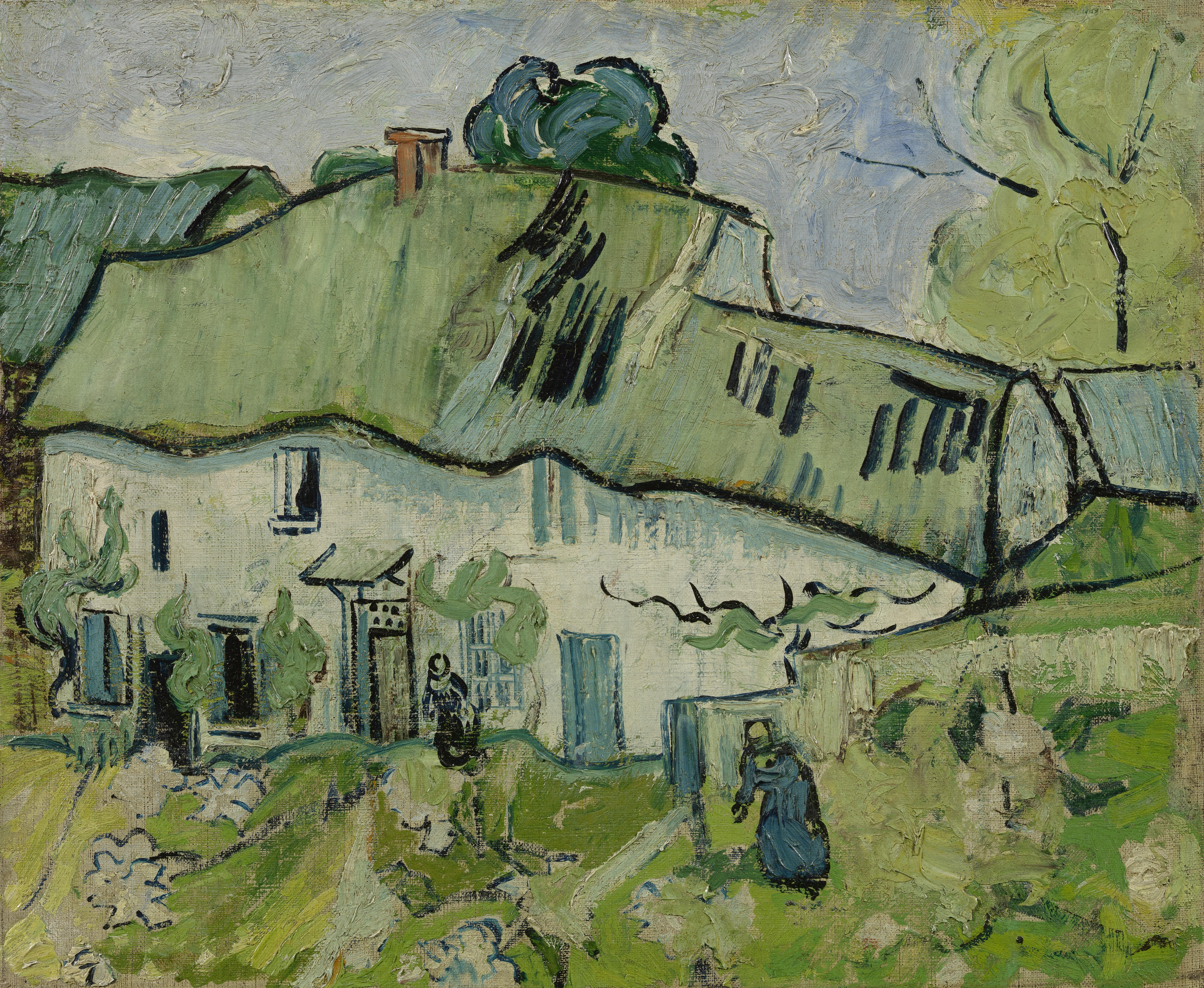
Il quadro Boerderij ("fattoria") di Vincent van Gogh del 1890 è stato utilizzato per la copertina di Il miracolo dell'ospitalità.

Don Giussani aveva partecipato al primo convegno nazionale dell'associazione Famiglie per l'Accoglienza l'8 giugno 1985 con una lezione intitolata Fondamenti antropologici e metodologici della condivisione ed era in seguito intervenuto spesso ai momenti comuni dell'associazione, nata dall'esperienza comune di alcuni aderenti al movimento di Comunione e Liberazione.
Il libro, che raccoglie gli interventi sul tema, fu il primo di Giussani pubblicato dall'editore piemontese Piemme. Nel 2012 ne fu data alle stampe una edizione aggiornata e ampliata con una nuova introduzione di Julián Carrón, il sacerdote spagnolo succeduto a Giussani nella guida di Comunione e Liberazione, in occasione della settima edizione dell'Incontro mondiale delle famiglie con Benedetto XVI tenutosi a Milano lo stesso anno e del trentennale dell'associazione.

## Contenuti
Il volume raccoglie alcuni interventi e dialoghi di Giussani con i membri di Famiglie per l'Accoglienza, associazione di promozione sociale nata nel 1982 dall'unione di famiglie impegnate nel promuovere e sostenere l'affido familiare e l'adozione dei minori in difficoltà.
Nel testo Don Giussani approfondisce l'esperienza dell'ospitalità, intesa come punto fondamentale della propria vita e, nell'accoglienza di bambini e ragazzi nella propria famiglia, misura della disponibilità ad accogliere Dio.

## Edizioni
- Luigi Giussani, Il miracolo dell'ospitalità, 1ª ed., Casale Monferrato, Piemme, 2003,  p. 140, ISBN 88-384-6565-7.
- Luigi Giussani, Il miracolo dell'ospitalità, nuova edizione ampliata e aggiornata, Milano, Piemme, maggio 2012,  p. 164, ISBN 978-88-566-2772-5.